# Thuyền buồm tại Đại hội Thể thao Đông Nam Á 2023
Thuyền buồm là một trong những môn thể thao được tranh tài tại Đại hội Thể thao Đông Nam Á 2023 ở Campuchia, được tổ chức từ ngày 2 tới ngày 8 tháng 5 năm 2023 tại Đường Techo, Preah Sihanouk, Campuchia.

## Các quốc gia tham dụ
- Campuchia
- Malaysia
- Philippines
- Singapore
- Thái Lan
- Việt Nam

## Nội dung thi đấu
Cuộc đua Thuyền buồm/Lướt ván buồm sẽ được tranh tài với các sự kiện sau:
- Nam:
  - Lướt ván buồm RS: One (19 tuổi trở xuống) - Sinh sau ngày 31 tháng 12 năm 2003
  - Lướt ván buồm RS:X (20 tuổi trở xuống) - Sinh sau ngày 31 tháng 12 năm 2002
  - WindFoil IQ: Foil Trẻ (19 tuổi trở xuống) - Sinh sau ngày 31 tháng 12 năm 2003
  - WindFoil IQ: Foil
  - ILCA 7

- Nữ
  - ILCA 6 (19 tuổi trở xuống) - Sinh sau ngày 31 tháng 12 năm 2003

- Nam, Nữ hoặc Hỗn hợp
  - ILCA4 Open (19 tuổi trở xuống) - Sinh sau ngày 31 tháng 12 năm 2003
  - Optimist Mix (15 tuổi trở xuống)- Sinh sau ngày 31 tháng 12 năm 2007

## Chương trình thi đấu
| Ngày                | Giờ   | Sự kiện                                                                                    |
| ------------------- | ----- | ------------------------------------------------------------------------------------------ |
| 02 tháng 5 (Ngày 1) | 10:30 | Fleet Racing- RS:One, RS:X, IQ:Foil, IQ:Foil Youth, ILCA4, ILCA6, ILCA7, Optimist and 29er |
| 03 tháng 5 (Ngày 2) | 10:30 | Fleet Racing- RS:One, RS:X, IQ:Foil, IQ:Foil Youth, ILCA4, ILCA6, ILCA7, Optimist and 29er |
| 04 tháng 5 (Ngày 3) | 11:00 | Fleet Racing- RS:One, RS:X, IQ:Foil, IQ:Foil Youth, ILCA4, ILCA6, ILCA7, Optimist and 29er |
| 05 tháng 5          | 18:30 | Lễ khai mạc SEA Games 32 Ngày nghỉ                                                         |
| 06 tháng 5 (Ngày 4) | 11:00 | Fleet Racing- RS:One, RS:X, IQ:Foil, IQ:Foil Youth, ILCA4, ILCA6, ILCA7, Optimist and 29er |
| 07 tháng 5 (Ngày 5) | 10:30 | Fleet Racing- RS:One, RS:X, IQ:Foil, IQ:Foil Youth, ILCA4, ILCA6, ILCA7, Optimist and 29er |
| 08 tháng 5 (Ngày 6) | 10:30 | Trao Huy Chương cho các nội dung                                                           |

## Bảng huy chương
| Hạng               | Đoàn               | Vàng | Bạc | Đồng | Tổng số |
| ------------------ | ------------------ | ---- | --- | ---- | ------- |
| 1                  | Thái Lan           | 4    | 2   | 1    | 7       |
| 2                  | Singapore          | 3    | 4   | 0    | 7       |
| 3                  | Malaysia           | 2    | 1   | 4    | 7       |
| 4                  | Campuchia          | 0    | 1   | 2    | 3       |
| 4                  | Philippines        | 0    | 1   | 2    | 3       |
| Tổng số (5 đơn vị) | Tổng số (5 đơn vị) | 9    | 9   | 9    | 27      |

## Danh sách huy chương

### Nam
| Nội dung               | Vàng                               | Bạc                               | Đồng                                         |
| ---------------------- | ---------------------------------- | --------------------------------- | -------------------------------------------- |
| ILCA 7                 | Ryan Lo · Singapore                | Arthit Mikhail Romanyk · Thái Lan | Muhammad Faizal Ahmad Asri · Malaysia        |
| Windfoil IQ:Foil       | Ek Boonsawad · Thái Lan            | Elkan Reshawn Oh · Singapore      | John Harold Abarintos Madrigal · Philippines |
| Windfoil IQ:Foil Youth | Passapong Lianglam · Thái Lan      | Andrei Frego Tugade · Philippines | Keo Peanon · Campuchia                       |
| Windsurfing RS:One     | Izry Hafiezy Fitry Azry · Malaysia | Keo Phearun · Campuchia           | Denver John Centino Castillo · Philippines   |
| Windsurfing RS:X       | Muhammad Hafizin Mansor · Malaysia | Jayson Jian Sen Tan · Singapore   | Sem Brospov · Campuchia                      |

### Nữ
| Nội dung | Vàng                       | Bạc                   | Đồng                                     |
| -------- | -------------------------- | --------------------- | ---------------------------------------- |
| ILCA 6   | Thorfun Boonnak · Thái Lan | Jania Ang · Singapore | Nur Adlina Nasreen Mohd Nasri · Malaysia |

### Hỗn hợp
| Nội dung | Vàng                                                 | Bạc                                                  | Đồng                                                                     |
| -------- | ---------------------------------------------------- | ---------------------------------------------------- | ------------------------------------------------------------------------ |
| Optimist | Thái Lan · Chanatip Tongglum · Patcharaphan Ongkaloy | Singapore · Cheryl Heng Xi Yong · Ethan Han Wei Chia | Malaysia · Muhd Hilfi Nafael Mohd Hasrizan · Sara Amanda Mohd Noor Azman |

### Open
| Nội dung | Vàng                                         | Bạc                                                        | Đồng                                        |
| -------- | -------------------------------------------- | ---------------------------------------------------------- | ------------------------------------------- |
| ILCA 4   | Isaac Goh · Singapore                        | Thanapat Siricharoen · Thái Lan                            | Muhammad Asnawi Iqbal Adam · Malaysia       |
| 29er     | Singapore · Ellyn Jiamin Tan · Teck Pin Chia | Malaysia · Abdul Latif Mansor · Muhammad Dhiauddin Rozaini | Thái Lan · Suthon Yampinid · Sutida Poonpat |